# Acragas fallax
Acragas fallax là một loài nhện trong họ Salticidae.
Loài này thuộc chi Acragas. Acragas fallax được Elizabeth Maria Gifford Peckham & George William Peckham miêu tả năm 1896.